# 第33回ベルリン国際映画祭
第33回ベルリン国際映画祭は1983年2月18日から3月1日まで開催された。

## 概要
1983年のベルリン国際映画祭には、40以上の国から400本近い作品が集まった。コンペティション部門では、23本の長編と13本の短編の中から、アイルランド独立運動をテーマにした『Ascendancy』と、カミーロ・ホセ・セラの『蜂の巣』の映画化『La Colmena』が金熊賞を受賞した。

## 受賞
- 金熊賞：『Ascendancy』(エドワード・ベネット)、『La Colmena』（マリオ・カムス）
- 銀熊賞
  - 審査員特別賞：『ハッカリの季節』 (エルデン・キラル)
  - 監督賞：エリック・ロメール (『海辺のポーリーヌ』)
  - 男優賞：ブルース・ダーン (『栄光の季節』)
  - 女優賞：イフゲーニヤ・グルーシェンコ (『Wljubljon po sobstvennomu zhelaniju (Love By Request)』)

## 上映作品

### コンペティション部門
長編映画のみ記載。アルファベット順。邦題がついていない場合は原題の下に英題。
| 題名 原題                                             | 監督                                        | 製作国                     |
| ----------------------------------------------------- | ------------------------------------------- | -------------------------- |
| Ascendancy                                            | エドワード・ベネット                        | イギリス                   |
| 悪党岬 Cap Canaille                                   | ジャン＝アンリ・ロジェ ジュリエット・ベルト | フランス ベルギー          |
| 白い町で Dans la ville blanche                        | アラン・タネール                            | スイス ポルトガル イギリス |
| Der er et yndigt land                                 | モーテン・アーンフレーズ                    | デンマーク                 |
| Der stille Ozean (The Silent Ocean)                   | ザヴィエル・シュワルツェンベルガー          | オーストリア               |
| Dies rigorose Leben                                   | ヴァディム・グロウナ                        | 西ドイツ                   |
| Dögkeselyü (The Vulture)                              | Ferenc András                               | ハンガリー                 |
| Ferestadeh (The Mission)                              | Parviz Sayyad                               | アメリカ合衆国             |
| ハッカリの季節 Hakkari'de Bir Mevsim                  | エルデン・キラル                            | トルコ                     |
| Heller Wahn (Friends and Husbands)                    | マルガレーテ・フォン・トロッタ              | 西ドイツ フランス          |
| Himala                                                | イシュマエル・ベルナル                      | フィリピン                 |
| ヘカテ Hécate                                         | ダニエル・シュミット                        | スイス フランス            |
| 囚われの美女 La belle captive                         | アラン・ロブ＝グリエ                        | フランス                   |
| La Colmena                                            | マリオ・カムス                              | スペイン                   |
| Mo Sheng de Peng You (Stange Friends)                 | Xu Lei                                      | 中国                       |
| Neúplné zatmení (Incomplete Eclipse)                  | ヤロミール・イレッシュ                      | チェコスロバキア           |
| 海辺のポーリーヌ Pauline à la plage                   | エリック・ロメール                          | フランス                   |
| Pra Frente Brasil                                     | ロベルト・ファリアス                        | ブラジル                   |
| 栄光の季節 That Championship Season                   | ジェイソン・ミラー                          | アメリカ合衆国             |
| Utopia                                                | ソフラブ・シャヒド・サレス                  | 西ドイツ                   |
| Via degli Specchi (Street Of Mirrors)                 | ジョヴァンナ・ガリアルド                    | イタリア                   |
| Wljubljon po sobstvennomu zhelaniju (Love By Request) | セルゲイ・ミカエリャン                      | ソビエト連邦               |
| 野獣刑事                                              | 工藤栄一                                    | 日本                       |

### コンペティション外
- コヤニスカッティ – ゴッドフリー・レジオ (アメリカ)
- サン・ソレイユ – クリス・マルケル (フランス)
- トッツィー – シドニー・ポラック (アメリカ)
- Das Gespenst – ヘルベルト・アハテルンブッシュ (西ドイツ)
- De Vlaschaard (Flaxfield) – ヤン・グリエール (ベルギー・オランダ)
- Echtzeit (Realtime) – ヘルムート・コスタルト、ユルゲン・エバート (西ドイツ)
- In The King Of Prussia – エミール・デ・アントニオ (アメリカ)
- Klassen Feind (Class Enemy) – ピーター・ステイン (西ドイツ)
- Krieg und Frieden (War And Peace) – フォルカー・シュレンドルフ、アレクサンダー・クルーゲ、ステファン・アウスト、アクセル・エングストフェルト (西ドイツ)

## 日本映画
コンペティション部門には工藤栄一の『野獣刑事』が出品された。
他にはパノラマ部門で中川信夫の『怪異談 生きてゐる小平次』、フォーラム部門で山本政志の『闇のカーニバル』、羽仁進の『予言』がそれぞれ上映された。

## 審査員
- アレックス・バニンガー (スイス/)
- クルト・メーツィッヒ (東ドイツ/監督)
- エレム・クリモフ (ソ連/監督)
- ジョセフ・L・マンキーウィッツ (アメリカ/監督)
- アースラ・ルドウィグ (西ドイツ/女優)
- ジャンヌ・モロー (フランス/女優)
- フランツ・ザイツ (西ドイツ/プロデューサー)
- フランコ・ブルサーティ (イタリア/脚本家)
- 黄宗江 (中国/脚本家)